# Regeringen Miettunen III
Regeringen Miettunen III var Republiken Finlands 59:e regering bestående av tre mittenpartier: Centerpartiet, Svenska folkpartiet och Liberala folkpartiet. Finansministern var opolitisk. Ministären regerade från 29 september 1976 till 15 maj 1977.
Regeringen Miettunen II föll i september 1976 då socialdemokraterna inte kunde stödja den centerpartistiska jordbrukspolitiken. Martti Miettunen fick i uppdrag att bilda en centerledd minoritetsregering för att ta itu med de ekonomiska problemen i Finland. Eftersom socialdemokraterna inte heller i oppositionen kunde stödja Miettunens jordbrukspolitik, fick han söka stöd till sin minoritetsregering från den politiska högern i stället.

## Ministrar
| Minister                                                          | Ämbetsperiod                                                | Parti     |
| ----------------------------------------------------------------- | ----------------------------------------------------------- | --------- |
| Statsminister Martti Miettunen Ahti Karjalainen, ställföreträdare | 29 september 1976–15 maj 1977 29 september 1976–15 maj 1977 | Centern   |
| Minister i statsrådets kansli Ahti Karjalainen                    | 29 september 1976–15 maj 1977                               | Centern   |
| Utrikesminister Keijo Korhonen                                    | 29 september 1976–15 maj 1977                               | SDP       |
| Minister i utrikesministeriet Carl Göran Aminoff                  | 29 september 1976–15 maj 1977                               | SFP       |
| Justitieminister Kristian Gestrin                                 | 29 september 1976–15 maj 1977                               | SFP       |
| Inrikesminister Eino Uusitalo                                     | 29 september 1976–15 maj 1977                               | Centern   |
| Försvarsminister Seppo Westerlund                                 | 29 september 1976–15 maj 1977                               | LFP       |
| Finansminister Esko Rekola                                        | 29 september 1976–15 maj 1977                               | opolitisk |
| 2:a finansminister Jouko Loikkanen                                | 29 september 1976–15 maj 1977                               | Centern   |
| Undervisningsminister Marjatta Väänänen                           | 29 september 1976–15 maj 1977                               | Centern   |
| Jord- och skogsbruksminister Johannes Virolainen                  | 29 september 1976–15 maj 1977                               | Centern   |
| Trafikminister Ragnar Granvik                                     | 29 september 1976–15 maj 1977                               | SFP       |
| Handels- och industriminister Arne Berner                         | 29 september 1976–15 maj 1977                               | LFP       |
| Minister i handels- och industriministeriet Carl Göran Aminoff    | 29 september 1976–15 maj 1977                               | SFP       |
| Social- och hälsovårdsminister Irma Toivanen                      | 29 september 1976–15 maj 1977                               | LFP       |
| Minister i social- och hälsovårdsministeriet Orvokki Kangas       | 29 september 1976–15 maj 1977                               | Centern   |
| Arbetskraftsminister Paavo Väyrynen                               | 29 september 1976–15 maj 1977                               | Centern   |